# Тёплый Ручей
Тёплый Ручей — посёлок в Верховажском районе Вологодской области.
Входит в состав Верховажского сельского поселения, с точки зрения административно-территориального деления — в Верховажский сельсовет.
Расстояние до районного центра Верховажья по автодороге — 3 км. Ближайшие населённые пункты — Филинская, Ексинское, Сомицыно, Верховажье.
По переписи 2002 года население — 569 человек (271 мужчина, 298 женщин). Преобладающая национальность — русские (97 %).